# Karatgi, Gangawati
Karatgi là một làng thuộc tehsil Gangawati, huyện Koppal, bang Karnataka, Ấn Độ.